# Copa Africana de Naciones 1986
La Copa Africana de Naciones de 1986 fue la decimoquinta edición del torneo de fútbol más importante de naciones de África. Fue organizado en Egipto. Jugaron ocho equipos distribuidos en dos grupos de cuatro equipos en los que clasificaban los dos primeros de cada grupo. La selección de Egipto ganó el tercer título de su historia venciendo al combinado de Camerún en penales por 5 a 4.

## Sedes
| El Cairo                    | El Cairo Alejandría | Alejandría         |
| Cairo International Stadium | El Cairo Alejandría | Alexandria Stadium |
| Capacidad: 90,000           | El Cairo Alejandría | Capacidad: 15,000  |
|                             | El Cairo Alejandría |                    |

## Equipos participantes
Para el proceso clasificatorio, véase Clasificación para la Copa Africana de Naciones 1986

En cursiva, los equipos debutantes.
| Equipos participantes | Equipos participantes | Equipos participantes | Equipos participantes |
| --------------------- | --------------------- | --------------------- | --------------------- |
| Argelia               | Camerún               | Costa de Marfil       | Egipto                |
| Marruecos             | Mozambique            | Senegal               | Zambia                |

## Primera fase

### Grupo A
| Equipo          | Pts | PJ | PG | PE | PP | GF | GC | Dif |
| --------------- | --- | -- | -- | -- | -- | -- | -- | --- |
| Egipto          | 4   | 3  | 2  | 0  | 1  | 4  | 1  | 3   |
| Costa de Marfil | 4   | 3  | 2  | 0  | 1  | 4  | 2  | 2   |
| Senegal         | 4   | 3  | 2  | 0  | 1  | 3  | 1  | 2   |
| Mozambique      | 0   | 3  | 0  | 0  | 3  | 0  | 7  | -7  |

| 7 de marzo de 1986 | Senegal  | 1:0 (0:0) | Egipto | Estadio Internacional, El Cairo                                |                                                                |
|                    | Youm 67' |           |        | Asistencia: 45 000 espectadores Árbitro(s): Edwin Picon-Ackong | Asistencia: 45 000 espectadores Árbitro(s): Edwin Picon-Ackong |

| 7 de marzo de 1986 | Costa de Marfil            | 3:0 (1:0) | Mozambique | Estadio Internacional, El Cairo                                |                                                                |
|                    | Traoré 25' 74' · N'dri 86' |           |            | Asistencia: 20 000 espectadores Árbitro(s): Gebreyesus Tesfaye | Asistencia: 20 000 espectadores Árbitro(s): Gebreyesus Tesfaye |

| 10 de marzo de 1986 | Senegal                | 2:0 (1:0) | Mozambique | Estadio Internacional, El Cairo                            |                                                            |
|                     | Fall 28' · Bocandé 83' |           |            | Asistencia: 30 000 espectadores Árbitro(s): Festus Okibule | Asistencia: 30 000 espectadores Árbitro(s): Festus Okibule |

| 10 de marzo de 1986 | Egipto                      | 2:0 (0:0) | Costa de Marfil | Estadio Internacional, El Cairo                            |                                                            |
|                     | Gharib 73' · Abdelhamid 83' |           |                 | Asistencia: 50 000 espectadores Árbitro(s): Bester Kalombo | Asistencia: 50 000 espectadores Árbitro(s): Bester Kalombo |

| 13 de marzo de 1986 | Costa de Marfil | 1:0 (0:0) | Senegal | Estadio Internacional, El Cairo                                 |                                                                 |
|                     | Traoré 71'      |           |         | Asistencia: 15 000 espectadores Árbitro(s): Jean-Fidele Diramba | Asistencia: 15 000 espectadores Árbitro(s): Jean-Fidele Diramba |

| 13 de marzo de 1986 | Egipto           | 2:0 (2:0) | Mozambique | Estadio Internacional, El Cairo                          |                                                          |
|                     | Abu Zeid 13' 15' |           |            | Asistencia: 55 000 espectadores Árbitro(s): Alli Hafidhi | Asistencia: 55 000 espectadores Árbitro(s): Alli Hafidhi |

### Grupo B
| Equipo    | Pts | PJ | PG | PE | PP | GF | GC | Dif |
| --------- | --- | -- | -- | -- | -- | -- | -- | --- |
| Camerún   | 5   | 3  | 2  | 1  | 0  | 7  | 5  | 2   |
| Marruecos | 4   | 3  | 1  | 2  | 0  | 2  | 1  | 1   |
| Argelia   | 2   | 3  | 0  | 2  | 1  | 2  | 3  | -1  |
| Zambia    | 1   | 3  | 0  | 1  | 2  | 2  | 4  | -2  |

| 7 de marzo de 1986 | Argelia | 0:0 | Marruecos | Estadio de Alejandría, Alejandría                         |  |
|                    |         |     |           | Asistencia: 12 000 espectadores Árbitro(s): Ali Bennaceur |  |

| 8 de marzo de 1986 | Camerún                           | 3:2 (0:0) | Zambia                          | Estadio de Alejandría, Alejandría                          |                                                            |
|                    | Milla 46' · M'Fédé 67' 82' (pen.) |           | Chabala 65' · Bwalya 77' (pen.) | Asistencia: 20 000 espectadores Árbitro(s): Idrissa Traoré | Asistencia: 20 000 espectadores Árbitro(s): Idrissa Traoré |

| 10 de marzo de 1986 | Argelia | 0:0 | Zambia | Estadio de Alejandría, Alejandría                       |  |
|                     |         |     |        | Asistencia: 4 000 espectadores Árbitro(s): Karim Camara |  |

| 10 de marzo de 1986 | Camerún   | 1:1 (0:0) | Marruecos  | Estadio de Alejandría, Alejandría                           |                                                             |
|                     | Milla 89' |           | Krimau 63' | Asistencia: 8 000 espectadores Árbitro(s): Frank Valdemarca | Asistencia: 8 000 espectadores Árbitro(s): Frank Valdemarca |

| 13 de marzo de 1986 | Marruecos           | 1:0 (1:0) | Zambia | Estadio de Alejandría, Alejandría                          |                                                            |
|                     | Chilengi 18' (a.g.) |           |        | Asistencia: 5 000 espectadores Árbitro(s): Simon Bantsimba | Asistencia: 5 000 espectadores Árbitro(s): Simon Bantsimba |

| 13 de marzo de 1986 | Camerún                        | 3:2 (0:0) | Argelia                | Estadio de Alejandría, Alejandría                        |                                                          |
|                     | Kana-Biyik 66' 70' · Milla 72' |           | Madjer 61' · Maroc 73' | Asistencia: 10 000 espectadores Árbitro(s): Badou Jasseh | Asistencia: 10 000 espectadores Árbitro(s): Badou Jasseh |

## Fase final
|  | Semifinales             | Semifinales           |       |                       | Final                 | Final |  |
|  |                         |                       |       |                       |                       |       |  |
|  |                         |                       |       |                       |                       |       |  |
|  | Alejandría, 17 de marzo |                       |       |                       |                       |       |  |
|  | Camerún                 | 1                     |       |                       |                       |       |  |
|  | Costa de Marfil         | 0                     |       |                       |                       |       |  |
|  |                         |                       |       |                       |                       |       |  |
|  |                         |                       |       |                       | El Cairo, 21 de marzo |       |  |
|  |                         |                       |       |                       | Egipto (pen.)         | 0 (5) |  |
|  |                         | Camerún               | 0 (4) |                       |                       |       |  |
|  |                         |                       |       |                       |                       |       |  |
|  |                         |                       |       |                       |                       |       |  |
|  |                         |                       |       |                       | Tercer lugar          |       |  |
|  | El Cairo, 17 de marzo   | El Cairo, 17 de marzo |       | El Cairo, 20 de marzo | El Cairo, 20 de marzo |       |  |
|  | Egipto                  | 1                     |       | Costa de Marfil       | 3                     |       |  |
|  | Marruecos               | 0                     |       |                       | Marruecos             | 2     |  |

### Semifinales
| 17 de marzo de 1986 | Camerún   | 1:0 (0:0) | Costa de Marfil | Estadio de Alejandría, Alejandría                              |                                                                |
|                     | Milla 46' |           |                 | Asistencia: 12 000 espectadores Árbitro(s): Edwin Picon-Ackong | Asistencia: 12 000 espectadores Árbitro(s): Edwin Picon-Ackong |

| 17 de marzo de 1986 | Egipto        | 1:0 (0:0) | Marruecos | Estadio Internacional, El Cairo                                |                                                                |
|                     | Abou Zeid 79' |           |           | Asistencia: 95 000 espectadores Árbitro(s): Gebreyesus Tesfaye | Asistencia: 95 000 espectadores Árbitro(s): Gebreyesus Tesfaye |

### Tercer lugar
| 20 de marzo de 1986 | Costa de Marfil                             | 3:2 (2:1) | Marruecos              | Estadio Internacional, El Cairo                             |                                                             |
|                     | Ben Salah 8' · Kassi-Kouadio 38' 68' (pen.) |           | Rhiati 44' · Sahil 85' | Asistencia: 1 000 espectadores Árbitro(s): Frank Valdemarca | Asistencia: 1 000 espectadores Árbitro(s): Frank Valdemarca |

### Final
| 21 de marzo de 1986 | Egipto                                                  | 0:0 (t. s.)(5:4 p.)        | Camerún                                               | Estadio Internacional, El Cairo                           |  |
|                     |                                                         |                            |                                                       | Asistencia: 95 000 espectadores Árbitro(s): Ali Bennaceur |  |
|                     |                                                         | Tiros desde el punto penal |                                                       |                                                           |  |
|                     | Yehia · Abdelghani · Abdou · Mayhoub · Shehata · Kassem |                            | M'Fédé · Kundé · M'Bida · Milla · Aoudou · Kana-Biyik |                                                           |  |

|                            |
| Bandera de Egipto          |
| Campeón Egipto 3.er título |

## Clasificación general
| Equipo | Equipo          | Pts | PJ | PG | PE | PP | GF | GC | Dif | Rend  |
| ------ | --------------- | --- | -- | -- | -- | -- | -- | -- | --- | ----- |
| 1      | Egipto          | 7   | 5  | 3  | 1  | 1  | 5  | 1  | 4   | 70%   |
| 2      | Camerún         | 8   | 5  | 3  | 2  | 0  | 8  | 5  | 3   | 70%   |
| 3      | Costa de Marfil | 6   | 5  | 3  | 0  | 2  | 7  | 5  | 2   | 60%   |
| 4      | Marruecos       | 4   | 5  | 1  | 2  | 2  | 4  | 5  | -1  | 40%   |
| 5      | Senegal         | 4   | 3  | 2  | 0  | 1  | 3  | 1  | 2   | 66,6% |
| 6      | Argelia         | 2   | 3  | 0  | 2  | 1  | 2  | 3  | -1  | 50%   |
| 7      | Zambia          | 1   | 3  | 0  | 1  | 2  | 2  | 4  | -2  | 33,3% |
| 8      | Mozambique      | 0   | 3  | 0  | 0  | 3  | 0  | 7  | -7  | 0%    |

## Goleadores
4 goles
- Roger Milla

3 goles
- Taher Abouzeid
- Abdoulaye Traoré

2 goles
- André Kana-Biyik
- Louis-Paul M'Fédé
- Lucien Kassi-Kouadio

1 gol
- Rabah Madjer
- Karim Maroc
- Shawky Gharib
- Gamal Abdelhamid
- Kouassi N'Dri
- Oumar Ben Salah
- Abdelkrim Merry "Krimau"
- Abdelfettah Rhiati
- Mohammed Sahil
- Jules Bocandé
- Pape Fall
- Thierno Youm
- Kalusha Bwalya
- Michael Chabala

Autogol
- Jones Chilengi (ante Marruecos)

## Equipo Ideal
| Portero       | Defensas                                              | Centrocampistas                                           | Delanteros                 |
| ------------- | ----------------------------------------------------- | --------------------------------------------------------- | -------------------------- |
| Thomas N'Kono | André Kana-Biyik Ali Shehata Roger Mendy Rabie Yassin | Emile Mbouh Magdi Abdelghani Mustafa Abdou Taher Abouzeid | Roger Milla Kalusha Bwalya |